# 蚁族的奋斗
《蚁族的奋斗》，2011年在中国大陆播出的现代都市情感剧。本剧于2010年9月开机，2012年2月18日在安徽卫视上星独播。

## 剧情
该片讲述一群80后来自农村和县城的大学毕业生，艰难地聚群居住于城市里，一个个为了事业和爱情努力奋否，走向成功的故事。该片对于时下中国大陆蟻族的就业难、买房难、结婚难等现实问题都有这深刻的讽刺和描绘。

## 演员
- 杨烁 出演 赵荣生，中国农业大学毕业生。
- 张铎 出演 虎一帆。
- 张佳宁 出演 宋楚楚。
- 王黎雯 出演 张晓燕。
- 李依玲 出演 虎亦菲。
- 沈丹萍 出演 林秀杰。
- 朱妍 出演 陈丽娜。
- 刘天佐 出演 冯大宝。

## 争议
该片中多多处台词被指针对中国农业大学，被农大的学生申讨。导演戴冰说主角赵荣生毕业于农大，是出于剧情需要才有关于农大的台词。
面对导演设置的中国农业大学毕业生赵荣生就业艰难，中国农业大学召开新闻发布会宣布：“农大作为国家985高校，各项反映师资队伍、学科水平、科研实力等方面的指标，均排在全国高校前20位之内。就业方面，农大本科生深造率在45%左右，当年就业率在95%以上，而未就业者中不少是准备考研或出国的。”

## 影响
影评人吴为忠：该片中有多数台词富含深刻的现实意义和哲学韵味，语言简洁而耐人寻味，包含编剧对于现实生活、爱情和婚姻的思考，值得探究。